# Grażyna Halkiewicz-Sojak
Grażyna Maria Halkiewicz-Sojak (ur. 11 lutego 1952 w Zabartowie) – polska historyk literatury, badaczka twórczości Cypriana Kamila Norwida i Zbigniewa Herberta, profesor nauk humanistycznych, związana z Uniwersytetem Mikołaja Kopernika w Toruniu.

## Życiorys
W 1971 ukończyła liceum ogólnokształcące w Więcborku, w 1976 studia polonistyczne na Uniwersytecie Mikołaja Kopernika w Toruniu. W latach 1976–1977 pracowała jako nauczycielka, od 1977 na macierzystej uczelni, w Instytucie Filologii Polskiej, następnie Instytucie Literatury Polskiej i Instytucie Literaturoznawstwa. W 1988 obroniła pracę doktorską Byron w twórczości Norwida napisaną pod kierunkiem Zofii Stefanowskej-Treugutt, w 1998 uzyskała stopień doktora habilitowanego na podstawie pracy Wobec tajemnicy i prawdy. O norwidowskich obrazach "całości", w 2012 tytuł profesora nauk humanistycznych.
Była prodziekanem Wydziału Filologicznego UMK (1999-2002), dyrektorem Instytutu Literatury Polskiej UMK (2006-2014), od 2005 kierowała Zakładem Literatury Polskiej Romantyzmu i Pozytywizmu.
W 2018 otrzymała Srebrny Medal „Zasłużony Kulturze Gloria Artis”.
Jest członkiem Towarzystwa Naukowego w Toruniu.